# 古榆树镇
古榆树镇，是中华人民共和国辽宁省铁岭市昌图县下辖的一个乡镇级行政单位。

## 行政区划
古榆树镇下辖以下地区：
中街社区、向前村、裕国村、哈尔村、前乌龙村、黎明村、三道村、后乌龙村、劳动村、东风村、小会村、大房村、兴国村、古榆村和曙光村。